# پارک ملی زایان
پارک ملی زایان (به انگلیسی: Zion National Park) یک پارک ملی در ایالت یوتا در ایالات متحده آمریکا است.
این پارک نزدیک به ۵۹۴ کیلومتر مربع وسعت دارد.
در ایام کهن، سرخ‌پوستان آناسازی در این منطقه می زیستند.